# 四微街道
四微街道，是中华人民共和国河北省石家庄市井陉矿区下辖的一个乡镇级行政单位。负责管理散落在井陉县境内的中国人民解放军兵工厂、石家庄市国有企业、第八医院及其家属区，与井陉矿区主体部分不接壤，是井陉矿区的外飞地。因街道办事处所在地驻微水镇，所辖地均在井陉县微水、微河、微新庄等四地，故得名。1992年井陉矿区人民政府研究决定，成立四微办事处，1993年开始办公至今。

## 行政区划
四微街道下辖以下地区：
中国人民解放军第三五零二工厂社区、冀都碳素社区、石家庄化工化纤有限公司社区、中国人民解放军第六四一零工厂社区、一五零处社区、六七七一药材库社区、六六零二油库社区、中国人民解放军第三五一四工厂社区、石家庄微水电厂社区和第八医院社区。